# Palenzuela

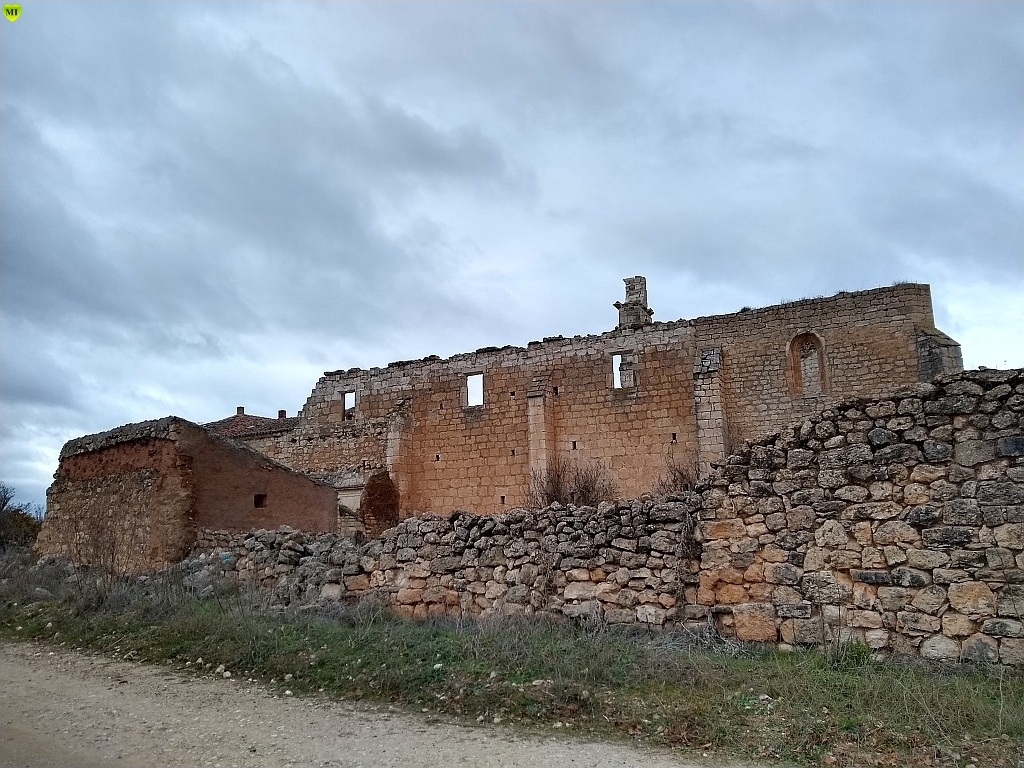
Ruinas del convento de San Francisco

Palenzuela es un municipio y localidad española de la provincia de Palencia, en la comunidad autónoma de Castilla y León. La localidad, que cuenta con el título de villa, pertenece a la comarca del Cerrato. Tiene una población de 212 habitantes (INE 2017).
El término municipal cuenta con los exclaves de Aguanares (en la provincia de Burgos), Montemayor y Villarmiro.

## Toponimia
El actual nombre de Palenzuela se originó con la acepción Pallantia Comitis o Palencia del Conde que permitía diferenciar la villa de la otra Pallantia, la actual Palencia (puesto que la villa de Palenzuela perteneció desde sus orígenes al Condado de Castilla y no al reino de León como la ciudad de Palencia). El nombre fue evolucionando a través de Palenciola y otras acepciones hasta su forma actual.

## Geografía
Integrado en la comarca de El Cerrato, se sitúa a 42 kilómetros de la capital provincial. El término municipal está atravesado por la Autovía de Castilla A-62 entre los pK 49 y 51 y por la carretera nacional N-622, que permite la comunicación con Lerma. 
El relieve del municipio está influido por la presencia de los ríos Arlanza y Arlanzón. El río Arlanzón hace de límite con la provincia de Burgos. entra en el territorio, y desemboca en el río Arlanza, que continúa su camino hacia el Pisuerga. Entre los ríos el terreno es predominantemente llano pero cuenta con algunos páramos que superan los 900 metros. La altitud del municipio oscila entre los 915 metros en un páramo al noroeste y los 750 metros a orillas del río Arlanza. El pueblo se alza a 805 metros sobre el nivel del mar junto al río Arlanza.   
| Noroeste: Castrojeriz (Burgos)                  | Norte: Revilla Vallejera (Burgos) | Noreste: Valles de Palenzuela (Burgos) |
| Oeste: Cordovilla la Real y Quintana del Puente |                                   | Este: Peral de Arlanza (Burgos)        |
| Suroeste: Villahán                              | Sur: Villahán                     | Sureste: Peral de Arlanza (Burgos)     |

## Historia
En la villa se han recogido restos de la época celtíbera y existe una necrópolis celtibérica de gran extensión que da idea de la importancia de esta villa en la época de las luchas romanas. Estos restos nutren en gran parte el museo diocesano de Palencia. La villa recibía el nombre de Pallantia, de la que llegaron a hablar las escrituras romanas puesto que ofreció una gran resistencia a ser conquistada. Existen dificultades para determinar si la villa pertenecía al pueblo vacceo o al arévaco, existiendo así dificultad para diferenciar esta Pallantia de aquella de la que derivó la actual Palencia, capital de la provincia.
Tras la refundación de la villa y ya en plena Edad Media, la villa cobra gran importancia y contando con un importante alfoz y fueros dotados por el Conde Sancho el de los Fueros. Su ubicación en los límites del Condado de Castilla y más tarde Reino de Castilla, así como su posición privilegiada, rodeada por un cerro y los ríos Arlanza y Arlanzón, hicieron de la villa una de las más codiciadas por condes y señores, llegando a ser propiedad de los almirantes de Castilla. Cabecera de la Merindad de Cerrato. Se celebraron Cortes bajo el reinado de Juan II y la villa participó en numerosas contiendas e intrigas políticas llegando a ser moneda de cambio entre contendientes.
Palenzuela tuvo una de las juderías más importantes de la provincia de Palencia y todavía puede contemplarse, hoy conocida como Barrio Nuevo.
Palenzuela es uno de los 24 municipios españoles en los que pernoctó el emperador Carlos I de España en su último viaje con destino al Monasterio de Yuste (Cáceres). Hoy forma parte del proyecto común de esos municipios denominado Ruta de Carlos V.

## Demografía

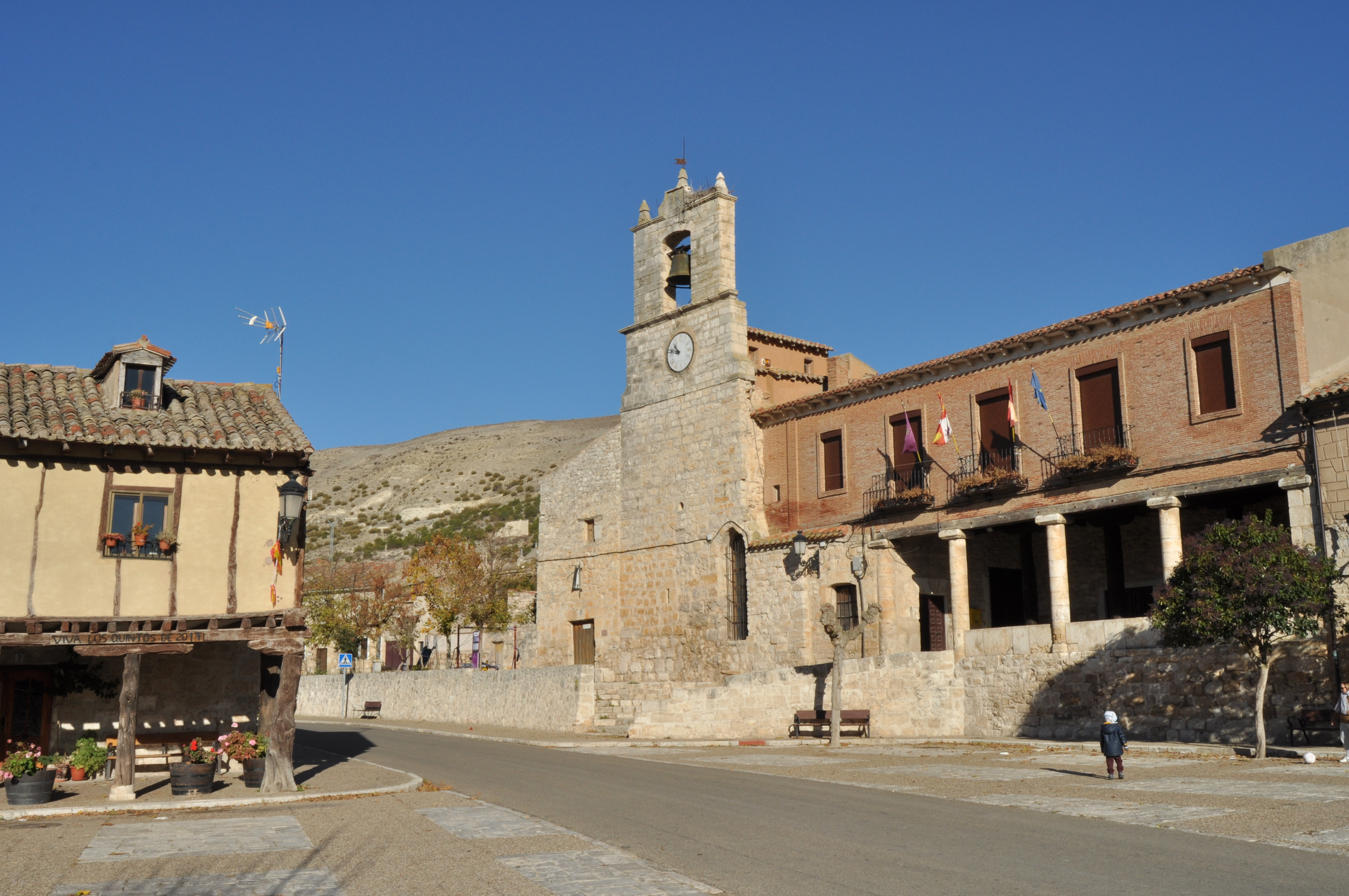
Casa consistorial

Cuenta con una población de 215 habitantes (INE 2024).
| Gráfica de evolución demográfica de Palenzuela entre 1842 y 2021                                                      |
| |
| Población de derecho según los censos de población del INE. Población de hecho según los censos de población del INE. |

## Cultura

### Patrimonio

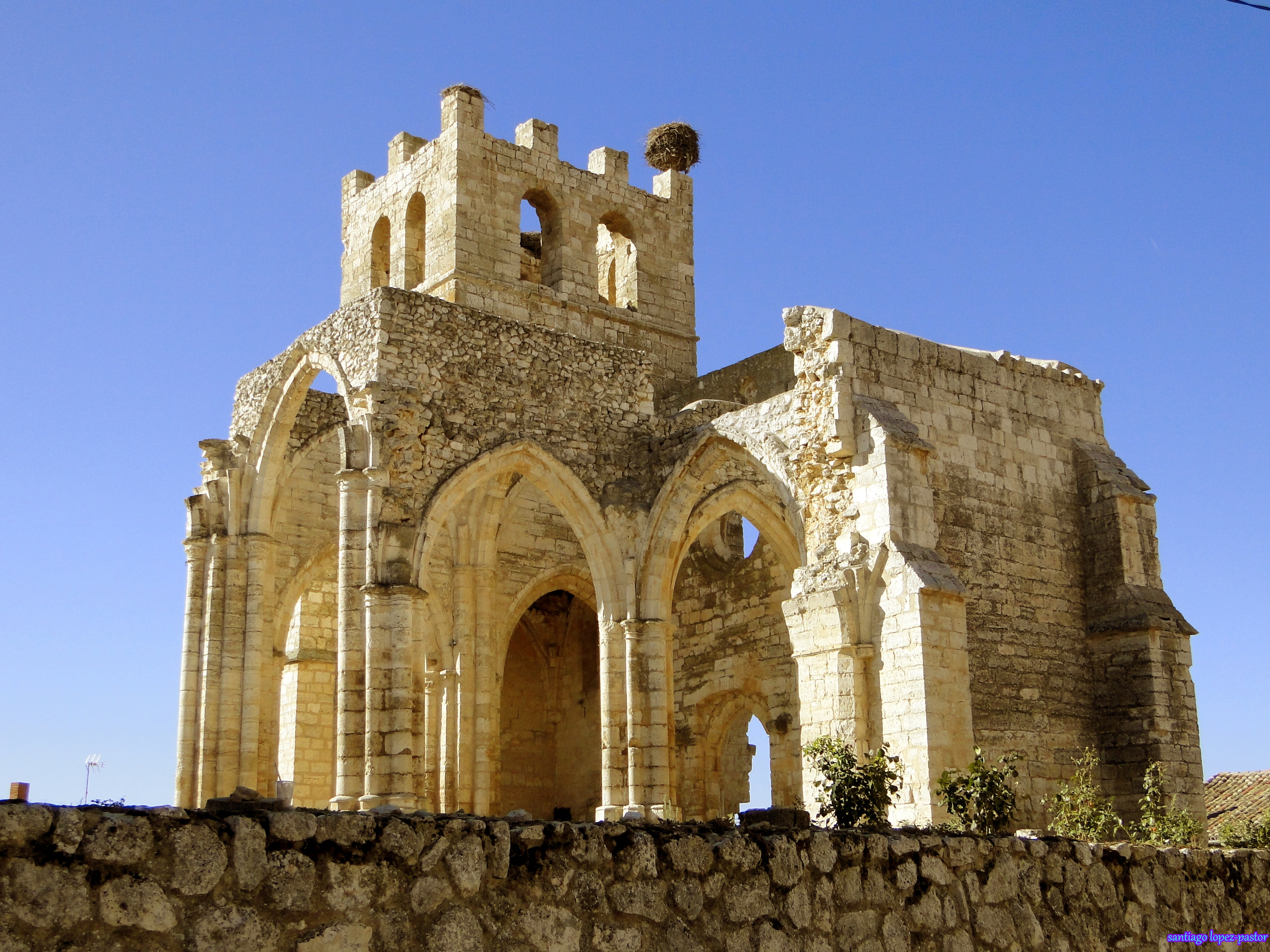
Ruinas de la iglesia de Santa Eulalia

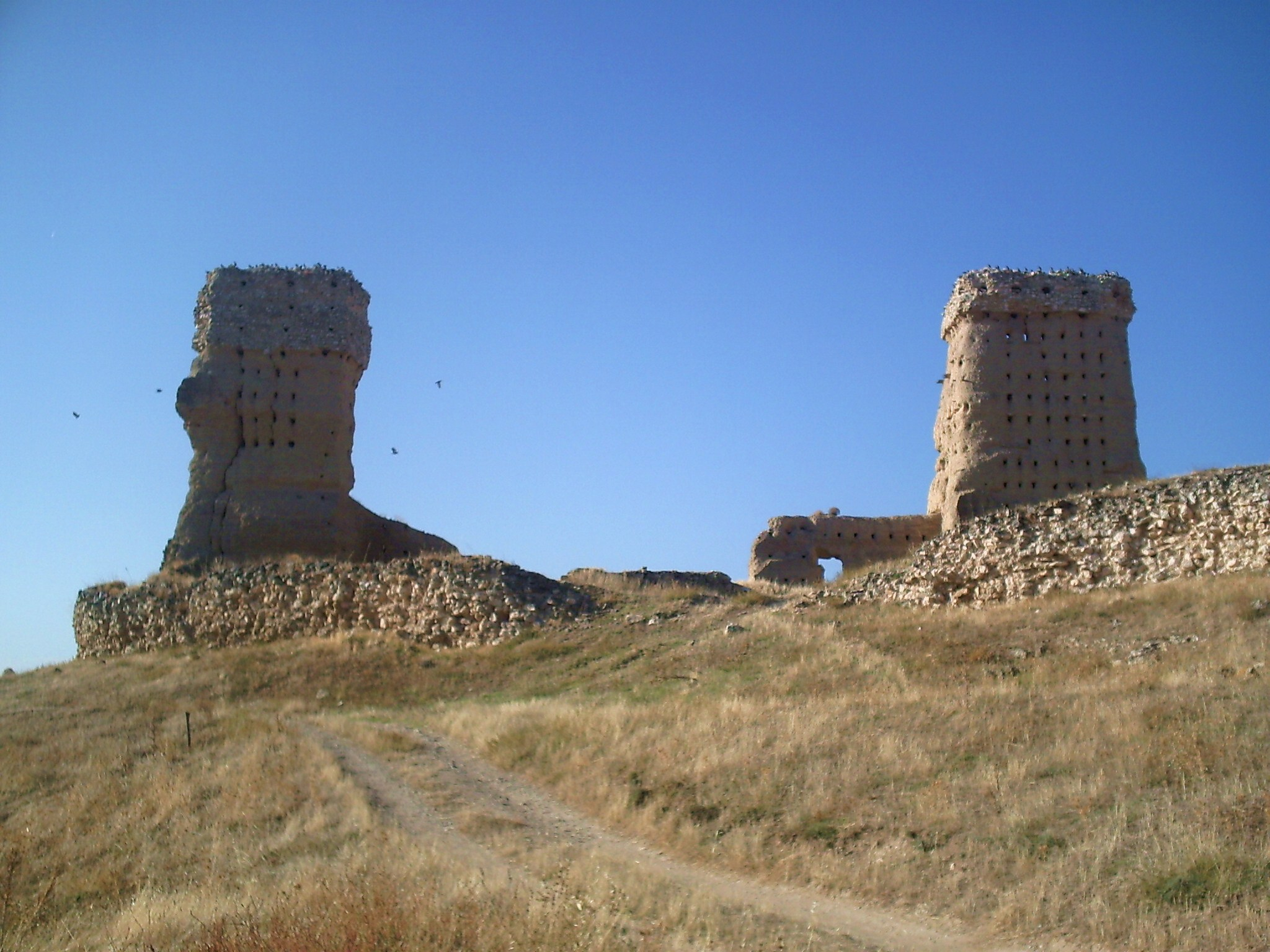
Ruinas del castillo de Palenzuela

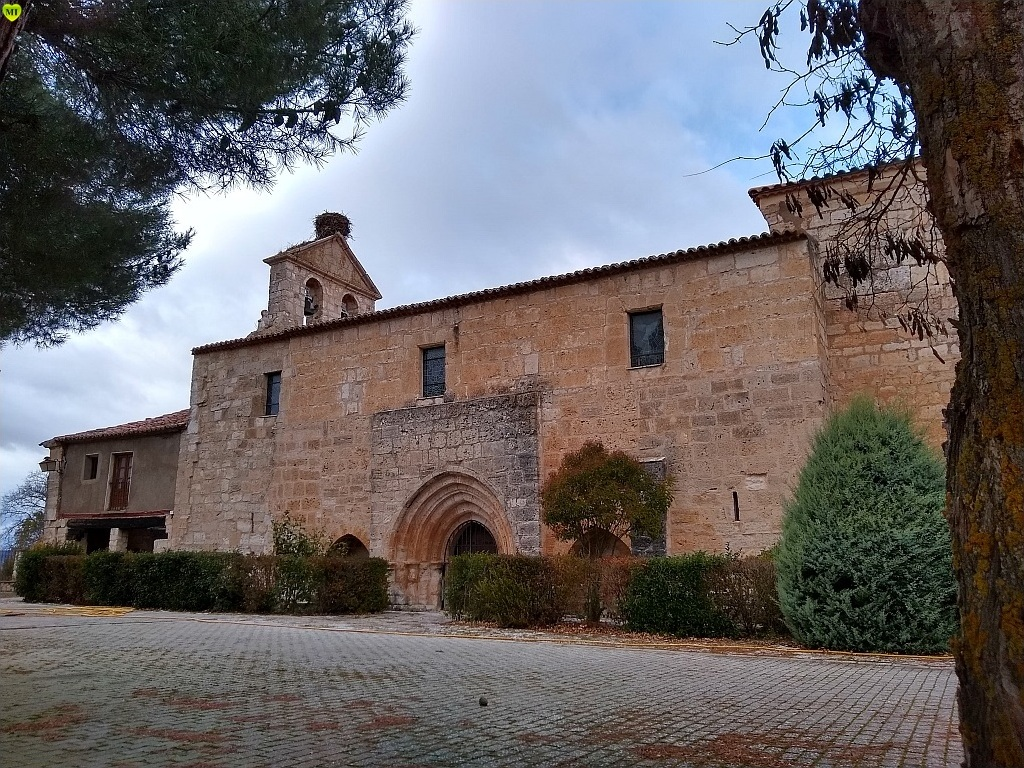
Ermita de la Virgen de Allende el Río

Palenzuela fue declarada Conjunto Histórico Artístico en 1969. En su núcleo urbano se localizan numerosas construcciones de gran interés artístico, tanto civiles como religiosas.
- Muralla medieval: aún conserva una de las puertas de la muralla que daba acceso a la villa (conocida como Arco de la Paz) y el puente sobre el río Arlanza.  También hay unos pocos restos de lienzo de muralla en la zona del castillo.
- Castillo de Palenzuela: en ruina progresiva.  Formaba un triángulo con torres en sus vértices.  Construido en mampostería en el siglo XI, la piedra exterior ya no se conserva y las torres se mantienen en pie por el relleno de sus muros en adobe.
- Casco urbano medieval: donde encontramos casas solariegas, palacios fortificados así numerosos escudos y blasones.
- Iglesia de San Juan Bautista: magnífico templo gótico con numerosas capillas y sepulcros. El retablo de Santa Catalina, uno de los dos de la nave izquierda, es obra anónima del siglo XVI, fue trasladado en 1885 desde la iglesia de Santa Eulalia y rehabilitado integralmente en 2008.[4]
- Iglesia de Santa Eulalia: hoy reducida a restos por el paso del tiempo pero que muestra con esplendor la torre, arcos y basamentos dando lugar a una imagen imponente.
- Ermita de la Virgen de Allende el Río: fuera del núcleo urbano de la villa, de gran belleza y antiquísimos orígenes (se observan arcos y vestigios románicos)
- Convento de San Francisco: el cual llegó a acoger las Cortes de Castilla y León bajo el reinado de Juan II.

### Fiestas
- San Antonio de Padua. En junio.
- Procesión de las Hogueras[5] o Fiesta de la Hogueras (en honor a Nuestra Señora de Allende el Río). Al día siguiente se ejecuta al pie de la ermita el Baile del Lazo.[6] Tercer fin de semana de septiembre.
- Fiesta de la Cebolla. El segundo domingo de octubre, normalmente.